# Adriana Ugarte

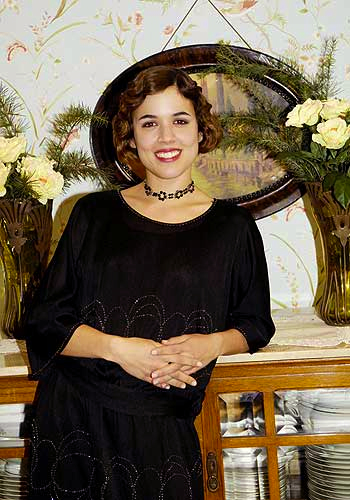
Adriana Ugarte

Adriana Sofía Ugarte Pardal (* 17. Januar 1985 in Madrid) ist eine spanische Schauspielerin.

## Leben
Die damals 16-jährige Ugarte debütierte 2001 in dem Kurzfilm Mala Espina unter der Regie von Belén Macías. Für ihre Leistung erhielt sie eine Auszeichnung beim Kurzfilmfestival in Alcalá de Henares. Sie besuchte Kurse in Philosophie, Tanz und Schauspiel an unterschiedlichen Schulen. Sie wirkte in Serien wie Policías oder Hospital Central mit. Ihre erste Hauptrolle hatte sie 2006 in dem Film Dog Head (Cabeza de perro) von Nachwuchsregisseur Santi Amodeo, für den sie eine Nominierung für den Goya Award als Beste Nachwuchsdarstellerin erhielt.
Bekannt wurde sie 2008 durch ihre Mitwirkung in der Fernsehserie La Señora, in der sie den Hauptcharakter verkörperte. Im selben Jahr erhielt sie auch die Hauptrolle in dem Film El juego del ahorcado. 2009 spielte sie in dem Film Castillos de cartón (Luftschlösser) mit. Im Jahr 2015 kam es zu ihrer ersten Zusammenarbeit mit Pedro Almodóvar, bei der sie in Julieta sich die weibliche Hauptrolle mit Emma Suárez teilte.

## Filmografie (Auswahl)
- 2006: Cabeza de perro
- 2007: El patio de mi cárcel
- 2007: Gente de mala calidad
- 2008: El juego del ahorcado
- 2009: Luftschlösser (Castillos de cartón)
- 2011: Lo contrario al amor
- 2011: Lo mejor de Eva
- 2013: Highspeed – Leben am Limit (Combustión)
- 2013: Gente en sitios
- 2015: Tiempo sin aire
- 2015: Palmen im Schnee – Eine grenzenlose Liebe (Palmeras en la nieve)
- 2016: Julieta
- 2017: Tad Stones und das Geheimnis von Köng Midas (Tadeo Jones 2: El secreto del Rey Midas, Stimme)
- 2017: El sistema solar
- 2018: Verliebt in meine Frau (Amoureux de ma femme)
- 2018: Parallelwelten (Durante la tormenta)
- 2023: Lobo Feroz
- 2024: El silencio de Marcos Tremmer

Fernsehen
- 2002–2007/2011: Hospital Central (Serie, 8 Folgen)
- 2002: Policías, en el corazón de la calle (Serie, 2 Folgen)
- 2003: El secreto del héroe
- 2003: El pantano (Serie, Folge 1x02)
- 2006: Mesa para cinco (Serie, 7 Folgen)
- 2006: El comisario (Serie, Folge 9x10)
- 2008–2010: La señora (Serie, 39 Folgen)
- 2013: Niños robados (Serie, 2 Folgen)
- 2013–2014: El tiempo entre costuras (Serie, 11 Folgen)
- 2015: Habitaciones cerradas (Serie, 2 Folgen)
- 2019–2021: Hache (Serie, 14 Folgen)
- 2021: Parot (Serie, 10 Folgen)
- 2022: Heridas (Serie, 13 Folgen)

Kurzfilme
- 2001: Mala espina
- 2002: Diminutos del calvario
- 2008: Estocolmo

## Theater
- 2006: La casa de Bernarda Alba, Drama von Federico García Lorca.[3]

## Auszeichnungen
Gewonnen:
- 2001: Caja de Madrid Awards als Beste Darstellerin für Mala espina.
- 2002: Yelmo Cineplex Award für Mala espina.
- 2010: Fotogramas de Plata für La señora.
- 2010: Award of the Spanish Actors Union für La señora.[4]

Nominiert:
- 2007: Goya als beste Nachwuchsdarstellerin für ihre Rolle in Cabeza de perro.[1][2]
- 2008: Atv Award als Beste Darstellerin für La señora.[4]